# Aaptos papillata
Aaptos papillata är en svampdjursart som först beskrevs av Keller 1880.  Aaptos papillata ingår i släktet Aaptos och familjen Suberitidae. Inga underarter finns listade i Catalogue of Life.